# 肯·威廉斯 (游戏开发者)
肯·威廉斯（Ken Williams，1954年10月30日—），美国游戏程序师、企业家。她与妻子罗伯塔·威廉斯共同创立了雪乐山。夫妇二人是图形冒险游戏开发的领军人物。